# Nkolzoa II
Nkolzoa II (ou Nkol Zoa II) est un petit village du Cameroun, situé dans l'arrondissement (commune) de Sa'a, dans le département de la Lékié et la région du Centre. Sur le plan administratif, il est proche du groupement Mbazoa.
Le nom du village est d'origine eton, une langue locale. Nkolzoa II voudrait dire la « colline des éléphants II ». Ce nom avait été donné par les habitants du coin à la suite de la multitude d'éléphants rencontrés dans la colline du village. 

## Démographie
En 1961, le village comptait 148 habitants. Ce chiffre est passé à 172 en 1966. Lors du recensement de 2005,  167 habitants ont été dénombrés
Il est difficile de connaître les chiffres de la population actuelle du village Nkolzoa II, car l'exode rural a fait partir les jeunes en ville, à la recherche d'une vie meilleure.
Nkolzoa II est essentiellement peuplée d'Eton, une population du groupe beti, majoritaire dans la région.

## Économie
Les habitants de Nkolzoa II pratiquent prioritairement l'agriculture (cacao, tomate et maïs). Ils produisent également du matango – nom local du vin de palme –, une boisson alcoolisée fabriquée de façon artisanale, qui s'obtient par la fermentation naturelle de la sève de palmier.

## Infrastructures

### Routes
Le village Nkolzoa II est encore très enclavé. La seule route qui dessert le petit village ressemble à un petit sentier. Pourtant, la bourgade a la chance d’être située sur le tracé de l'ancienne route devant mener à la capitale camerounaise, Yaoundé. Par contre, cette route n'a jamais été bitumée. Par ailleurs, c'est un village non encore approvisionné en énergie électrique. Les populations s'éclairent, de ce fait, à la lampe-tempête.  

### Établissements scolaires
Il n'existe pas d'école primaire dans le village. Cependant, les enfants dudit village vont acquérir le savoir dans les écoles situées dans les villages environnants, à l'instar de Mbama où ils avaient l'occasion d'acquérir le savoir à l'école privée catholique Saint-Bernard de Mbama, de nos jours en ruines. Depuis les années 2005, le village Nkolzoa II abrite un Collège d'Enseignement Secondaire (CES). Il s'agit du CES de Nkolzoa I, qui pour directeur Mebina Ebe Simon, nommé par arrêté du ministre des enseignements secondaires du Cameroun. Essentiellement construit par les fonds de l'Association des Parents d’Élèves, cet établissement d'enseignement général s'étend de la 6e à la 3e.  

### Médias
Sur le plan médiatique, les habitants de Nkolzoa II ont la possibilité de recevoir le signal de la radio-télévision nationale (CRTV). Mais ils reçoivent davantage le signal des deux radios communautaires implantées dans la ville de Sa'a. Il s'agit notamment de radio M'mali et de radio Colombe. 
Cette dernière reste la plus écoutée de tout l'arrondissement. Certains travaux scientifiques confirment cet état des choses. D'après, une étude réalisée par Gérard Martial Amougou, 7 personnes sur 10 semblent porter leur préférence sur Radio Colombe. La raison la plus évoquée étant qu'elle est plus animée et s'intéresse beaucoup plus aux préoccupations quotidiennes des riverains.   
Une autre raison semble justifier l’intérêt porté à Radio Colombe : c'est une radio qui a jeté son dévolu sur le professionnalisme. Les responsables Jean de Dieu Ayissi (chef de station de radio Colombe) et Lucien-Claude Abouga (chef de station adjoint chargé des programmes) ayant décidé de recruter de jeunes journalistes professionnels pour donner une orientation exceptionnelle à Radio Colombe. C'est dans ce sens que le jeune journaliste Simon Ngono, par ailleurs étudiant en communication à l'Université de Douala, a été engagé en 2006 comme Journaliste-Correspondant de ladite radio dans la ville de Douala. Au cours de la même année, Dominique Elemva'a, l'étoile montante de l'animation dans le champ radiophonique camerounais a également été engagé au sein de cette radio. De même que Paul Alain Abena, qui en plus de son poste de délégué départemental de la communication dans le département du Mbam et Kim. Ce dernier a aussi rejoint l'équipe de la jeune radio. La Radio colombe fait partie de la liste des radios privées qui opèrent dans le champ médiatique camerounais. Elle bénéficie parfois de l'aide publique à la communication privée du gouvernement camerounais.

### Télécommunications
Le village Nkolzoa II est couvert par le réseau de téléphonie mobile des principaux opérateurs de téléphonie mobile camerounais. Il s'agit de l'opérateur Mtn et de Orange. lLe téléphone qui devient de plus en plus répandu, constitue un dispositif important pour les communications entre les populations villageoises et celles citadines. Les habitants du village Nkolzoa II reçoivent aussi le réseau de l'opérateur de téléphonie mobile Nexttel. De même qu'ils peuvent désormais communiquer avec leurs proches de l'intérieur et de l'extérieur du pays et pour ce faire, il suffit de souscrit à un forfait de connexion internet. Laquelle connexion Internet permet d'avoir accès aux réseaux sociaux numériques à l'instar de : Facebook, Whatsapp, Instagram, Viber, etc. Les études des usages d'internet indiquent que la population camerounaise d'utilisateurs d'internet tournent autour de 6,10 millions de personnes (soit 25 % de la population).    

## Religion
Les populations de Nkolzoa II sont en majorité catholiques. Le village compte une case de prière. Lors des grandes célébrations eucharistiques les populations de Nkolzoa II se rendent particulièrement à la paroisse Saint Bernard de Mbama, qui se situe dans un village environnement. Mais le village est rattaché à la paroisse Sacré Cœur de Sa'a. 

## Politique
Le Rassemblement démocratique du peuple camerounais (RDPC), parti au pouvoir, est le seul qui est implanté à Nkolzoa II. C'est l'un des bastions du parti au pouvoir au Cameroun. Dans le village Nkolzoa II, on compte différents organes du parti au pouvoir, à l'instar des Comités de base, l'OJRDPC (Organisation des Jeunes du Rassemblement Démocratique du Peuple Camerounais), l'OFRDPC (Organisation des Femmes du Rassemblement Démocratique du Peuple Camerounais).